# Danny Corkill
Danny Corkill alla nascita Daniel Bryan Corkill (Park Ridge, 8 marzo 1974) è un attore statunitense.

## Filmografia

### Cinema
- Senza traccia (Without a Trace), regia di Stanley R. Jaffe (1983)
- Dune, regia di David Lynch (1984)
- Fuga d'inverno (Mrs. Soffel), regia di Gillian Armstrong (1984)
- D.A.R.Y.L., regia di Simon Wincer (1985)
- Il sogno del mare - Rocket Gibraltar (Rocket Gibraltar), regia di Daniel Petrie (1988)

### Televisione
- Ho imparato ad amarti (Between Two Women), regia di Jon Avnet (1986)
- Alex: The Life of a Child, regia di Robert Markowitz (1986)

### Serie TV
- American Playhouse – serie TV, episodi 4x2 (1984)